# Chytonix
Chytonix är ett släkte av fjärilar. Chytonix ingår i familjen nattflyn.

## Bildgalleri

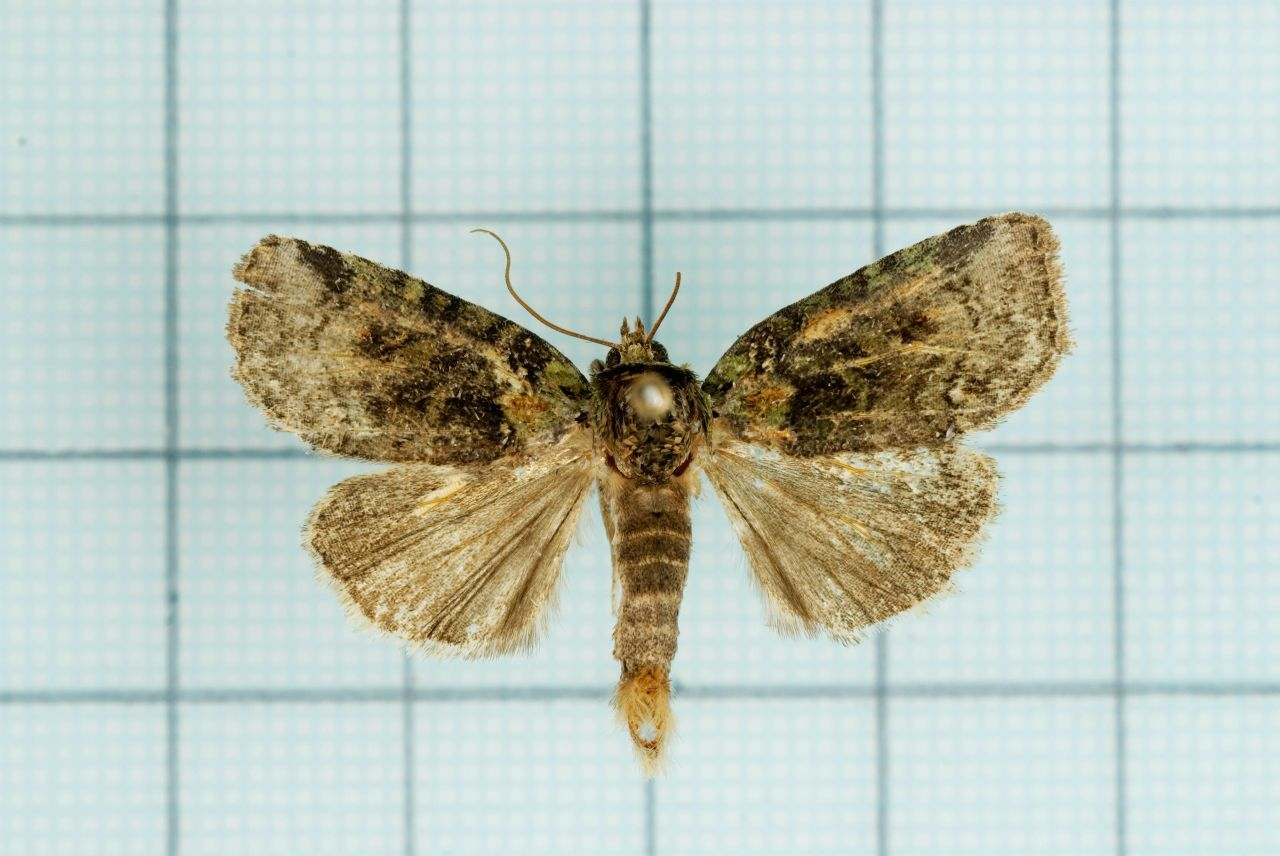

## Dottertaxa tillChytonix, i alfabetisk ordning[1]
- Chytonix adusta
- Chytonix albimacula
- Chytonix albiquadrata
- Chytonix albonotata
- Chytonix bella
- Chytonix bogotica
- Chytonix brunnea
- Chytonix chloe
- Chytonix chlorophila
- Chytonix chlorostigma
- Chytonix chucha
- Chytonix clethria
- Chytonix commixta
- Chytonix costimacula
- Chytonix cyanochlora
- Chytonix elegans
- Chytonix ethela
- Chytonix fodinae
- Chytonix glaucescens
- Chytonix griseorufa
- Chytonix haba
- Chytonix iaspis
- Chytonix imitans
- Chytonix latipennis
- Chytonix leucosema
- Chytonix lophophora
- Chytonix macdonaldi
- Chytonix melanochlora
- Chytonix melanoleuca
- Chytonix minima
- Chytonix mniochroa
- Chytonix muscosa
- Chytonix nigribasalis
- Chytonix palliatricula
- Chytonix parvimacula
- Chytonix perssoni
- Chytonix placens
- Chytonix poliosema
- Chytonix propecida
- Chytonix pyrrha
- Chytonix rufescens
- Chytonix ruperti
- Chytonix segregata
- Chytonix sensilis
- Chytonix splendens
- Chytonix subalbonotata
- Chytonix subfasciata
- Chytonix submediana
- Chytonix variegata
- Chytonix viridimusca